# Paul Ackerley
Paul Ackerley (n. 16 mai 1949, Dunedin, Noua Zeelandă – d. 3 mai 2011, Wellington, Noua Zeelandă) a fost un jucător de hochei pe iarbă ce a reprezentat Noua Zeelandă, medaliat olimpic. A participat la o ediție a Jocurilor Olimpice (1976) în care a câștigat o medalie de aur.

## Participări
Lista de mai jos prezintă principalele competiții la care a participat Paul Ackerley de-a lungul carierei.
- field hockey at the 1976 Summer Olympics – men's tournament[*]